# Serge Branco
Serge Branco (Douala, 11 ottobre 1980) è un ex calciatore camerunese, di ruolo centrocampista o difensore.

## Caratteristiche tecniche
Gioca come centrocampista difensivo o difensore centrale.

## Carriera

### Club
Dopo aver iniziato a giocare a livello giovanile per il Brasseries, entrò nella prima squadra dell'Unisport di Bafang; si trasferì poi in Germania, giocando con l'Eintracht di Braunschweig, assommando 48 presenze. Nel 2000-2001 disputò la Bundesliga con l'Eintracht di Francoforte sul Meno, segnando 2 gol in 18 incontri. Al termine del campionato la squadra retrocesse, e Branco partecipò a due stagioni in Zweite Bundesliga. Nel 2003 passò allo Stoccarda, con cui debuttò in Champions League e giocò altre 3 gare in massima serie tedesca; fu poi trasferito nella squadra II, che militava in Regionalliga Süd. Si trasferì quindi in Inghilterra, firmando per il Queens Park Rangers: dopo aver trascorso la stagione 2004-2005 con i bianco-blu si spostò nuovamente, questa volta in Russia. Giocò dapprima per lo Šinnik e poi per il Kril'ja, sempre in prima divisione. Nel 2008-2009 tornò in Germania, vestendo i colori del Duisburg; nel 2009-2010 disputò il campionato greco con il Levadeiakos. Dopo 4 presenze nella stagione 2010-2011 con il Wisla di Cracovia poté vincere il suo primo titolo di club in carriera, il campionato polacco. Si è poi trasferito in Bahrein.

### Nazionale
Fu convocato per il torneo calcistico di Sydney 2000, vincendo la medaglia d'oro: fu titolare, scendendo in campo in 5 occasioni. Nel 2000 ottenne anche una presenza in Nazionale maggiore, durante le qualificazioni al campionato del mondo 2002.

## Palmarès

### Club
- Campionato polacco: 1

Wisla Cracovia: 2010-2011

### Nazionale
- Oro olimpico: 1

Sydney 2000